# Claude Yvon
Claude Yvon, né le 15 avril 1714 à Mamers et mort vers la fin de novembre 1789 à Paris, est un théologien et encyclopédiste français.

## Biographie
L’abbé Yvon est tonsuré au Mans le 19 septembre 1732.
A Paris, il est répétiteur en théologie et prépare les étudiants en théologie à la rédaction de leur thèse.
C’est dans l’Encyclopédie de Diderot et D'Alembert que débute l’abbé Yvon. Avec l'abbé Mallet, il est chargé de la rédaction des articles de théologie. Il est l'auteur d'au moins vingt articles, dont « âme », « athée », « Spinoza ». On n'en connaît pas le nombre exact, parce que, après 1752, ses articles sont publiés sans sa signature. Il y soutient les vérités de la religion sans y mettre aucune hérésie, mais il tenta de les prouver par la méthode des Philosophes. 
Ses liens avec D’Alembert et Diderot le font soupçonner d’avoir pris part à la fameuse thèse que l’abbé de Prades soutint le 18 novembre 1751. Sous la menace d’une lettre de cachet, il s’enfuit à Amsterdam avec l'abbé de Prades en février 1752. Il travaille chez l'éditeur Marc-Michel Rey comme correcteur d'épreuves, dont celles du Discours sur les fondements de l'inégalité parmi les hommes, de Jean-Jacques Rousseau. Il contribue à la création de la loge maçonnique "Concordia Vincit Animos", dont il est pour quelque temps l'orateur principal. 
En 1755, Yvon est à Liège, où il est éditeur du Journal Encyclopédique de Pierre Rousseau. Le clergé de la ville n'appréciant pas les articles de ce périodique, Yvon et Rousseau s'enfuient précipitamment en septembre 1759. Ils sont accueillis par le comte Charles de Cobenz à Bruxelles, où ils poursuivent la publication du périodique. Lorsque Rousseau quitte Bruxelles pour Bouillon, Yvon poursuit ses activités journalistiques en contribuant à plusieurs périodiques appartenant à Jean-Henri Maubert de Gouvest. 
Yvon revient à Paris au début de 1762, où il tente de rentrer dans les faveurs de l'archevêque, Christophe de Beaumont, en rédigeant quinze Lettres à M. Rousseau, pour servir de réponse à sa lettre contre le mandement de l'archevêque de Paris. Les deux premières sont publiées en 1763. De décembre 1766 à juin 1770, Yvon est rédacteur au Journal de l'agriculture, dont le directeur est alors François Véron Duverger de Forbonnais, originaire du Maine comme lui.
De 1769 à 1782 (ou 1773), il vit chez le marquis de Voyer dans son château des Ormes. Pendant cette période, il passe beaucoup de temps à rédiger des monographies sur l'histoire de l'Église, dans le but d'obtenir un bénéfice ou un emploi qui lui permette de vivre. Il est pendant quelque temps bibliothécaire du marquis. Celui-ci souhaita lui faire bénéficier de la cure de sa terre d'Argenson mais l'archevêque de Tours fit obstacle à sa nomination. La bibliothèque, logée dans une aile spécialement dévolue du château, abritait 3 000 volumes.
Vers 1782, il obtient la protection de l'évêque Talaru de Chalmasel, qui le nomme chanoine de la cathédrale de Coutances et le loge au « palais épiscopal jusqu'à sa mort, survenue à Paris durant les derniers jours de novembre 1789».
Peu avant, il avait été nommé à la fonction d’historiographe du comte d'Artois sur le conseil du marquis de Voyer qui fournissait en chevaux les écuries du comte à Maisons.

## Publications
- Liberté de conscience resserrée dans des bornes légitimes, Londres, 1754-55, 3 part, in-8°.Yvon y conseille à l’État de se montrer indifférent en matière de religion et à l’Église de lutter avec vigilance contre les ennemis de la foi.
- Lettres à Rousseau, pour servir de réponse à sa lettre contre le mandement de l’archevêque de Paris ; Amsterdam, 1763, in-8°.
- Abrégé de l'histoire de l'Eglise depuis son origine jusqu'à nos jours ; Paris Panckouke, 1761-1767, réédité sous le titre Discours généraux et rationnés sur l’histoire de l’Église, Amsterdam (Paris), 1768, 3 vol. in-12.
- Accord de la philosophie avec la religion, prouvé par une suite de discours relatifs à treize époques, Paris, Moutard, 1776, in-12.
- Histoire Philosophique de la religion, Liège, Plomteux, 1779, in 8°, 2 vol.
- Accord de la philosophie avec la religion, ou l'histoire de la religion divisée en douze époques, Paris, Valade, in 8°, 1782.
- Histoire de la religion où l'on accorde la philosophie avec le christianisme, Paris, Valade, 2 vol. 1785.